# Bill Tchato
Bill Jackson Tchato Mbiayi (M'Biam, 14 de maio de 1975) é um ex-futebolista camaronês que atuava como lateral-esquerdo.

## Carreira em clubes
Revelado pelo Caen, onde se profissionalizou em 1995 e foi campeão da segunda divisão nacional na mesma temporada, Tchato jogou a maior parte da carreira em clubes da França, tendo maior destaque por Nice (duas passagens), Valence (extinto em 2005) e Montpellier. Também atuou uma temporada pelo Strasbourg .
Fora da França, defendeu Kaiserslautern (Alemanha), Qatar SC e Al-Khor (ambos do Catar) antes de se aposentar no Sapins (Gabão), sua primeira equipe profissional no futebol africano, em 2013.

## Carreira internacional
Tendo feito sua estreia pela Seleção Camaronesa em 2000, Tchato disputou 2 edições da Copa das Confederações (2001 e 2003, onde os Leões Indomáveis terminaram com o vice-campeonato), 3 edições da Copa das Nações Africanas (2002 - vencida pelos camaroneses - , 2004 e 2008) e a Copa do Mundo de 2002.
Em 8 anos de carreira internacional, o lateral atuou 46 vezes pela Seleção Camaronesa e marcou 2 gols.

## Vida pessoal
Tchato obteve a cidadania francesa em dezembro de 1998, após seus pais terem trabalhado na Embaixada de Camarões em Paris e Londres.
Seus filhos, Enzo e Ryan, também são jogadores de futebol profissionais e atuam como laterais; Enzo disputou a Copa das Nações Africanas de 2023 (realizada em 2024 na Costa do Marfim), tendo participado de 3 jogos.

## Títulos
Caen
- Division 2: 1995–96[9].

Seleção Camaronesa
- Copa das Nações Africanas: 2002